# イアン・ギラン・バンド
イアン・ギラン・バンド（Ian Gillan Band）は、イアン・ギランがディープ・パープル脱退、復帰に際して結成したジャズ・ロック・バンド。

## 略歴
1975年秋、ギランはジャズ・ロックを基盤とした同バンドを結成して、1976年にデビュー・アルバム『チャイルド・イン・タイム』を発表。彼以外のメンバーはギタリストのレイ・フェンウィック、ベーシストのジョン・ガスタフソン、キーボーディストのマイク・モラン、ドラマーのマーク・ナウシーフ。即興演奏へのアプローチやパーカッシヴなリズムの組み立て、キーボーディスト／フルーティストのコリン・タウンズが参加した2作目『鋼鉄のロック魂』からはホーン・セクションを導入したプログレッシブなR&Bスタイルが中心となる。
1977年9月に来日公演を行い、翌年に『ライヴ・イン・ジャパン』を発表。ライブ・パフォーマンスの評価は高かったものの、パンク全盛の時代ではセールスは振るわず、1978年にバンド再編のために解散に至る。

## 来歴
- 1975年：ギランは、ロジャー・グローヴァーら元ディープ・パープルのメンバーが参加したアルバム「ウィザーズ・コンヴェンション」 (Wizard's Convention）[1]に参加していたレイ・フェンウィック（元スペンサー・デイヴィス・グループ）、ジョン・ガスタフソン（元クォーターマス）[2][注釈 1]、スタジオ・ミュージシャンのマイク・モラン、マーク・ナウシーフ（元ヴェルヴェット・アンダーグラウンド、エルフ）をレコーディングのために選出しファースト・アルバム『チャイルド・イン・タイム』を録音。元クォーターマスのメンバーでありギランの気にいっていた曲「Black Sheep Of The Family」の作曲にも関与していた[要出典][注釈 2]ガスタフソンの参加はギランの要望であり、ロキシー・ミュージックの国内ツアーに起用された彼を待ってレコーディングを終えた。

- 1976年：ライブ活動のためのキーボーディストとして元エルフのミッキー・リー・ソウルを迎えて、4月にフランスでファースト・ギグを行う[3]。その後、新たにマルチ・プレイヤーのコリン・タウンズがギランの曲作りのパートナーになり、ソウルを除いたメンバーとホーン・セクションを用いたセカンド・アルバム『鋼鉄のロック魂』録音。

- 1977年：同メンバーで『魔性の勇者』録音。その後、日本武道館でライブを行う。

- 1978年：前年の日本公演の音源を『ライヴ・イン・ジャパン』として発表。バンドの運営方針を変更するためにタウンズ以外のメンバーと契約は行わず解散、ヘヴィメタル指向を強めたサウンドとバンド名をギランに改名する。
- 1983年、ギランの契約先のヴァージン・レコードから『ライヴ・イン・ジャパン』が新たに2枚組のLPアルバムとして再発された。2001年、1977年の広島公演を収録した『Live Yubin Chokin Hall,Hiroshima 1977』が発表された。

## メンバーと担当楽器

### 第1期 1975年 - 1976年
- イアン・ギラン (Ian Gillan) - ボーカル
- レイ・フェンウィック (Ray Fenwick) - ギター、ボーカル
- ジョン・ガスタフソン (John Gustafson) - ベース、ボーカル
- マイク・モラン (Mike Moran) - キーボード
- マーク・ナウシーフ (Mark Nauseef) - ドラム、パーカッション

+
- ロジャー・グローヴァー (Roger Glover) - プロデュース、シンセサイザー、カリンバ、ボーカル (1stアルバム)

ファースト・アルバム『チャイルド・イン・タイム』録音。ガスタフソンがロキシー・ミュージックのイギリス・ツアーに起用されたので、プロデューサーのロジャー・グローヴァーがレコーディング・セッションの時に数曲でベースを弾いているが、後にガスタフソンがベース・パートを新たにオーバー・ダブしている。

### 第2期 1976年
- イアン・ギラン (Ian Gillan) - ボーカル
- レイ・フェンウィック (Ray Fenwick) - ギター、ボーカル
- ジョン・ガスタフソン (John Gustafson) - ベース、ボーカル
- ミッキー・リー・ソウル (Micky Lee Soule) - キーボード
- マーク・ナウシーフ (Mark Nauseef) - ドラム、パーカッション

このメンバーでファースト・ギグを行う。

### 第3期 1976年 - 1978年
- イアン・ギラン (Ian Gillan) - ボーカル
- レイ・フェンウィック (Ray Fenwick) - ギター、ボーカル
- ジョン・ガスタフソン (John Gustafson) - ベース、ボーカル
- コリン・タウンズ (Colin Towns) - キーボード、フルート
- マーク・ナウシーフ (Mark Nauseef) - ドラム、パーカッション

+
- フィル・カーシー (Phil Kersie) - サックス (ゲスト/2nd)
- ジョン・ハックリッジ (John Huckridge) - トランペット (ゲスト/2nd)
- デレク・ヒーレー (Derek Healey) - トランペット (ゲスト/2nd)
- マルコム・グリフィス (Malcolm Griffiths) - トロンボーン (ゲスト/2nd)
- マーティン・フリス (Martin Frith) - サックス (ゲスト/2nd)

セカンド・アルバム『鋼鉄のロック魂』、サード・アルバム『魔性の勇者』、ライブ・アルバム『ライヴ・イン・ジャパン』録音。

## ディスコグラフィ

### スタジオ・アルバム
- 『チャイルド・イン・タイム』 - Child In Time (1976年 第1期)
- 『鋼鉄のロック魂』 - Clear Air Turbulence (1977年 第3期)
- 『魔性の勇者』 - Scarabus (1977年 第3期)

### ライブ・アルバム
- 『ライヴ・イン・ジャパン』 - Live At The Budokan (1978年 第3期)
- 『ライヴ・イン・ジャパン Vol.2』 - Live At The Budokan Vol.2 (1978年 第3期)

上記2枚は日本のみの発売だったが、1983年にイギリスでは2枚組LPで発売された。
- Live At The Rainbow (1998年 第3期)
- Live Yubin Chokin Hall,Hiroshima 1977 (2001年 第3期)

### コンピレーション・アルバム
- Rarities 1975-1977 (2003年 第1期 - 第3期)

ロジャー・グローヴァーがベースを弾いているファースト・レコーディング・セッション時の未発表曲や未発表テイク、ガスタフソンがリード・ボーカルをとった未発表曲等も収録している。

### その他
- Clear Air Turbulence/The Rockfield Mixes Plus (1997年)

発売が決定されたアルバムとは違うオリジナル・ミックス・ヴァージョン、ボーナス曲追加

## 映像作品
- Live At The Rainbow 1977 (2006年) ※DVD